# W lepszym świecie
W lepszym świecie (duński Hævnen, 2010) – duński (zrealizowany w koprodukcji ze Szwecją) dramat filmowy w reżyserii Susanne Bier, która wraz z Andersem Thomasem Jensenem opracowała również scenariusz filmu. Zdjęcia kręcono w Danii (wyspa Fionia) i Kenii.
Obraz, którego światowa premiera miała miejsce 14 września 2010 podczas TIFF w Toronto, został wyselekcjonowany jako oficjalny kandydat Danii do Oscara dla najlepszego filmu nieanglojęzycznego podczas 83. ceremonii wręczenia Oscarów. 25 stycznia 2011 roku film otrzymał nominację do tejże nagrody, a 7 marca 2011 reżyser filmu odebrała samą nagrodę. Oprócz tego film, otrzymał również Złoty Glob dla najlepszego filmu nieanglojęzycznego.

## Opis fabuły
Szwed Anton (w tej roli Mikael Persbrandt) pracuje jako lekarz w obozie dla uchodźców w Sudanie, ratując ofiary morderstw lokalnej milicji. W rodzinnym domu, w Danii zostawił dwójkę dzieci i rozpadające się małżeństwo. Syn Antona, Elias, jest dręczony w szkole, jednak z pomocą przychodzi mu kolega Christian. Chłopak jest półsierotą, ponieważ niedawno zmarła mu matka, a sam chłopak oskarża ojca o jej śmierć. Christian broni Eliasa przed napastnikami, grożąc im nożem. Anton stara się nauczyć chłopców jak nadstawiać drugi policzek.

## Obsada
- Mikael Persbrandt jako Anton
- Trine Dyrholm jako Marianne
- Ulrich Thomsen jako Claus
- William Jøhnk Nielsen jako Christian
- Markus Rygaard jako Elias
- Kim Bodnia jako Lars
- Wil Johnson jako Lekarz

i inni

## Nagrody i nominacje
83. ceremonia wręczenia Oscarów
- nagroda: najlepszy film nieanglojęzyczny − Susanne Bier (Dania)

68. ceremonia wręczenia Złotych Globów
- nagroda: najlepszy film nieanglojęzyczny (Dania)

24. ceremonia wręczenia Europejskich Nagród Filmowych
- nagroda: Najlepszy Europejski Reżyser − Susanne Bier
- nominacja: Najlepszy Europejski Film − Susanne Bier
- nominacja: Najlepszy Europejski Scenarzysta − Anders Thomas Jensen
- nominacja: Najlepszy Europejski Aktor − Mikael Persbrandt
- nominacja: Nagroda Publiczności (People's Choice Award) – Susanne Bier